# La Habra
La municipalité de La Habra est située dans le comté d’Orange, dans l’État de Californie, aux États-Unis. Sa population s’élevait à 60 239 habitants lors du recensement de 2010, estimée à 62 466 habitants en 2017.

## Démographie
| 1930  | 1940  | 1950  | 1960   | 1970   | 1980   |
| ----- | ----- | ----- | ------ | ------ | ------ |
| 2 273 | 2 499 | 4 961 | 25 136 | 41 350 | 45 232 |

| 1990   | 2000   | 2010   | - | - | - |
| ------ | ------ | ------ | - | - | - |
| 51 266 | 58 974 | 60 239 | - | - | - |

## Source
- (en) Cet article est partiellement ou en totalité issu de l’article de Wikipédia en anglais intitulé « La Habra, California » (voir la liste des auteurs).

1. ↑  « Statistiques des États-Unis - Californie - Profils des communautés de 2010 » (consulté en novembre 2020)